# Neivamyrmex angulimandibulatus
Neivamyrmex angulimandibulatus é uma espécie de formiga do gênero Neivamyrmex.